# Dongxiang
Dongxiang Mongoli.- Mongolski narod nastanjen u kineskom Autonomnom okrugu Dongxiang, unutar autonomne prefekture Linxia Huizu u Gansuu. Prema popisu iz 1982. oni broje 279,300 duša, poglavito u spomenutom okrugu (145,000), ali i po drugim mjestima: Xinjiang (40,000), Lanzhou (glavni grad Gansua), Qinghai, Ningxia i drugdje. 
Dongxiang sami sebe nazivaju Sart, dok je naziv Dongxiang do 1950 bio čista geografska oznaka. Jezik pripada mongolskoj grupi jezika, altajskom phylumu. Žive od agrikulture i uzgoja stoke, napose ovaca, dok su bravetina i ječam najpopularnija hrana. Po vjeri su muslimani.

## Vanjske poveznice
- DongXiang
- Dongxiang: A language of China